# Europäisches Rollstuhlhandball-Nationenturnier
Das Europäische Rollstuhlhandball-Nationenturnier (offiziell European Wheelchair Handball Nations’ Tournament) war die inoffizielle Rollstuhlhandball-Europameisterschaft bzw. deren Vorläufer. Das Turnier wurde jährlich – außer 2017 – von 2015 bis 2019 ausgespielt. Obwohl es bereits seit Beginn vom Europäischen Handballverband (EHF) organisiert wurde, wird es erst ab dem Jahr 2020 eine offizielle Europameisterschaft unter dem Namen European Wheelchair Handball Championships geben.
Rekord-Titelträger sind die Niederlande mit zwei Siegen bei den ersten beiden Austragungen 2015 und 2016. Portugal stand jedes Mal im Finale, konnte jedoch nur 2018 das Turnier gewinnen.

## Turniere im Überblick
| Jahr | Gastgeber  | Europameister | Ergebnis    | Vize-Europameister | Dritter     |
| ---- | ---------- | ------------- | ----------- | ------------------ | ----------- |
| 2015 | Österreich | Niederlande   | 14:11 (6:6) | Portugal           | Norwegen    |
| 2016 | Schweden   | Niederlande   | 19:10 (9:2) | Portugal           | Schweden    |
| 2018 | Portugal   | Portugal      | 20:7 (10:2) | Kroatien           | Niederlande |
| 2019 | Kroatien   | Kroatien      | 9:8 (3:4)   | Portugal           | Ungarn      |

## Medaillenspiegel
| Rang | Land        | Goldmedaillen | Silbermedaillen | Bronzemedaillen | Gesamt |
| ---- | ----------- | ------------- | --------------- | --------------- | ------ |
| 1    | Niederlande | 2             | 0               | 1               | 3      |
| 2    | Portugal    | 1             | 3               | 0               | 4      |
| 3    | Kroatien    | 1             | 1               | 0               | 2      |
| 4    | Norwegen    | 0             | 0               | 1               | 1      |
| 4    | Schweden    | 0             | 0               | 1               | 1      |
| 4    | Ungarn      | 0             | 0               | 1               | 1      |

## Spieler-Statistiken

### Rekordspieler
| Rang                     | Nation      | Spieler              | Einsätze |
| ------------------------ | ----------- | -------------------- | -------- |
| 1                        | Niederlande | Martijn Dokkum       | 16       |
| 1                        | Niederlande | Joyce van Haaster    | 16       |
| 1                        | Portugal    | João Jerónimo        | 16       |
| 1                        | Portugal    | Etelvina Vieira      | 16       |
| 5                        | Niederlande | William van den Ende | 12       |
| 5                        | Portugal    | Iderlindo Gomes      | 12       |
| 5                        | Portugal    | Diana Machado        | 12       |
| 5                        | Portugal    | Serghei Mitrofan     | 12       |
| 5                        | Niederlande | Bart Neeft           | 12       |
| 5                        | Portugal    | Maria Relvas         | 12       |
| 11                       | Niederlande | Vera Enthoven        | 11       |
| Stand: 15. Dezember 2019 |             |                      |          |

### Rekordtorschützen
| Rang                     | Nation      | Spieler              | Tore | Einsätze | ∅    |
| ------------------------ | ----------- | -------------------- | ---- | -------- | ---- |
| 1                        | Portugal    | Iderlindo Gomes      | 48   | 12       | 4    |
| 2                        | Niederlande | Martijn Dokkum       | 45   | 16       | 2,81 |
| 3                        | Portugal    | João Jerónimo        | 43   | 16       | 2,69 |
| 4                        | Kroatien    | Ante Štimac          | 41   | 8        | 5,13 |
| 5                        | Niederlande | Bart Neeft           | 37   | 12       | 3,08 |
| 6                        | Kroatien    | Ademir Demirović     | 36   | 6        | 6    |
| 6                        | Portugal    | Serghei Mitrofan     | 36   | 12       | 3    |
| 6                        | Portugal    | Ricardo Queirós      | 36   | 8        | 4,5  |
| 9                        | Niederlande | William van den Ende | 27   | 12       | 2,25 |
| 10                       | Niederlande | Frank Hooning        | 25   | 8        | 3,13 |
| 11                       | Schweden    | Kevin Johannesson    | 21   | 8        | 2,63 |
| Stand: 15. Dezember 2019 |             |                      |      |          |      |